# República de China (1912-1949)
La República de China (en chino tradicional, 中華民國; en chino simplificado, 中华民国; pinyin, Zhōnghuá Mínguó) fue la denominación adoptada por el Estado soberano en Asia Oriental que entre los años 1912 y 1949 ocupó los territorios de la China moderna, reclamando territorios en Mongolia, Tíbet, Taiwán y pequeñas regiones en el Sudeste Asiático, norte de la India, oeste de Asia Central y el sur de Siberia. Fue fundada después de que la dinastía Qing, la última dinastía imperial, fuera derrocada en la Revolución de Xinhai. El primer presidente de la República, Sun Yat-sen, sirvió solo brevemente antes de entregar el puesto a Yuan Shikai, exlíder del Ejército de Beiyang. Su partido, entonces dirigido por Song Jiaoren, ganó las elecciones parlamentarias celebradas en diciembre de 1912. Song fue asesinado poco después, y el ejército de Beiyang dirigido por Yuan Shikai mantuvo el control total del gobierno en Pekín. Entre finales de 1915 y principios de 1916, Yuan reinstauró brevemente la monarquía, aunque renunció poco después de disturbios populares. Después de la muerte de Yuan en 1916, los miembros de las camarillas del antiguo Ejército de Beiyang reclamaron su autonomía y se enfrentaron entre sí.
En 1925, el Kuomintang de Sun estableció un gobierno rival en la ciudad sureña de Cantón junto con el incipiente Partido Comunista de China. La economía del norte, sobrecargada de apoyar al aventurero caudillo militar, colapsó en 1927-28. El general Chiang Kai-shek, que fue nombrado presidente del KMT después de la muerte de Sun, comenzó su campaña militar de la Expedición del Norte para derrocar al gobierno en Pekín. El gobierno fue derrocado en 1928 y Chiang estableció un nuevo Gobierno nacionalista en Nankín. En abril de 1927, masacró a los comunistas en Shanghái, lo que condujo a los comunistas a una rebelión armada, marcando el comienzo de la guerra civil china. En 1945 en los finales de la Segunda Guerra Mundial, la isla de Taiwán (antigua Formosa) sería desocupada por Japón y pasaría a control chino, otras zonas anteriormente ocupadas por japoneses como Manchukuo, territorios colonizados por occidentales como el Hong Kong británico y Macao portugués o que declararon su independencia como el Tíbet jamás estuvieron bajo el control efectivo de la República de China hasta la victoria de los comunistas en 1949.
Hubo industrialización y modernización, pero también conflictos entre el Gobierno nacionalista en Nankín, los comunistas, los caudillos remanentes y el Imperio del Japón. La construcción nacional pasó a segundo plano en la guerra con Japón cuando el Ejército Imperial Japonés lanzó una ofensiva contra China en 1937 que se convirtió en una invasión a gran escala. Después de la rendición incondicional de Japón en 1945, la lucha se reanudó rápidamente entre el KMT y los comunistas, con ambas partes recibiendo asistencia extranjera debido a la fricción en curso entre los Estados Unidos y la Unión Soviética. En 1947, la Constitución de la República de China reemplazó la Ley Orgánica de 1928 como la ley fundamental del país. En 1949, los comunistas establecieron la República Popular China, derrocando al Gobierno nacionalista en el continente, que se retiró a Taiwán.

## Historia

### Orígenes
En las últimas décadas del siglo XIX, la sensación de debilidad de la China imperial, agravada por las derrotas militares frente a las potencias extranjeras, como en las guerras del opio, llevó a muchos sectores de la pequeña burguesía china a plantear la necesidad de reformas políticas que permitieran a China lograr el desarrollo económico y social que habían alcanzado las potencias occidentales y, especialmente, Japón, país asiático al que muchos chinos veían como modelo a imitar.

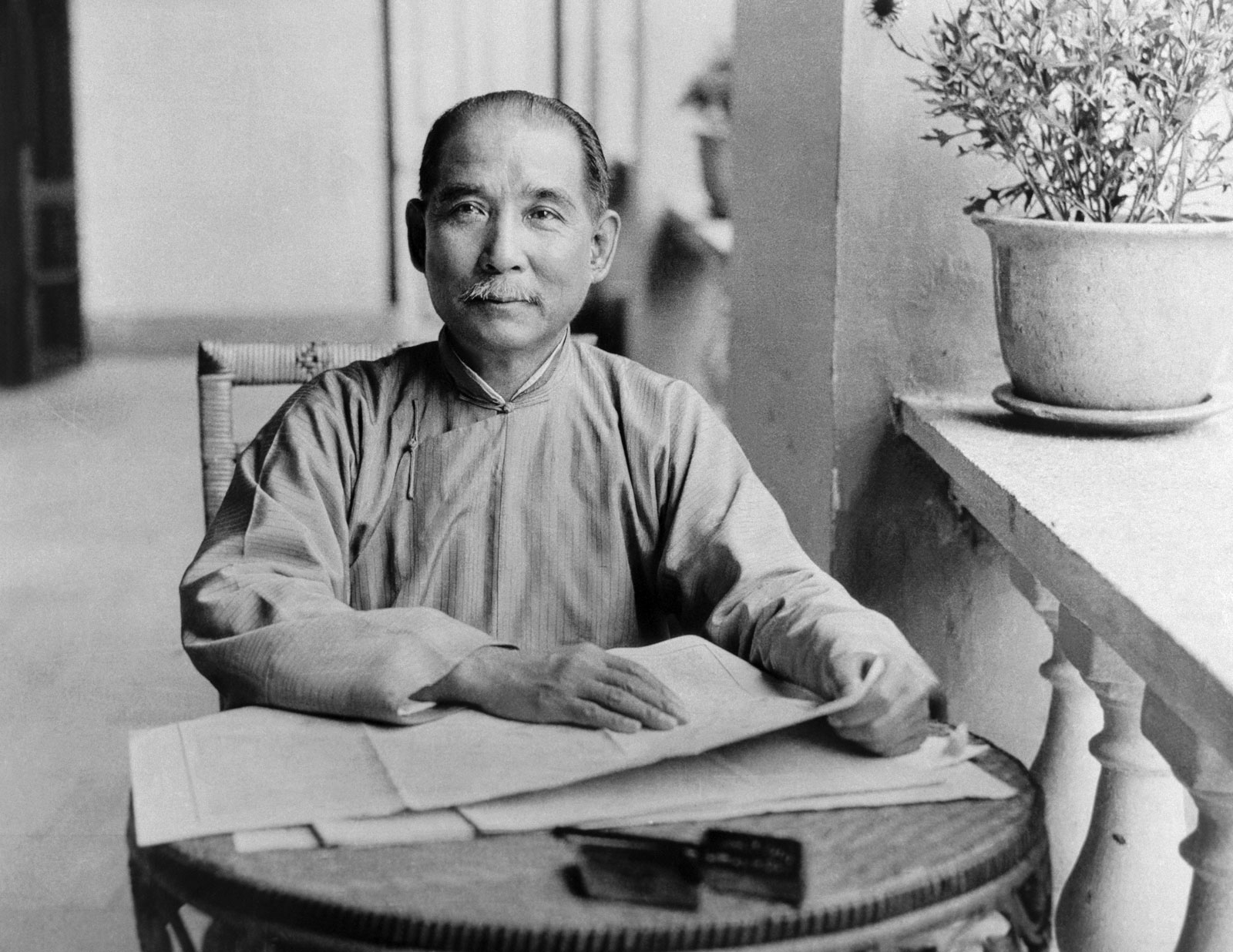
Sun Yat-sen, primer presidente de la República de China y fundador del Kuomintang.

Japón había logrado un desarrollo económico destacado tras la restauración Meiji, y muchos intelectuales defendían la necesidad de que la dinastía Qing, que gobernaba China, emprendiera también las reformas necesarias para avanzar hacia un modelo de monarquía constitucional, que permitiría mantener la tradición imperial adoptando al mismo tiempo un sistema político moderno, imprescindible para afrontar la revolución industrial y tecnológica en la que China se había quedado rezagada. Frente a estas corrientes, otros reformadores, más radicales, propugnaban la necesidad de derrocar a la dinastía Qing, a la que por su origen manchú muchos veían como una dinastía extranjera, y proclamar una república.
El ideólogo republicano más importante de los últimos años de la dinastía Qing fue Sun Yat-sen, quien ya en 1895, tras haber fundado la Sociedad para la Regeneración de China (興中會, xīngzhōnghuì), intentó organizar una revolución contra la dinastía Qing en la ciudad sureña de Cantón. La sublevación fracasó y Sun Yat-sen se vio obligado a huir de China, en un exilio que lo llevaría a Estados Unidos, Canadá, Europa y Japón en los años siguientes.
A pesar de las reformas institucionales llevadas a cabo por la dinastía Qing, el descontento con el sistema seguía aumentando, y se haría especialmente grave en los últimos años del siglo XIX y la primera década del XX, en que China cosechó aún más reveses militares. Particularmente grave para la conciencia china fue la derrota en la primera guerra sino-japonesa, que concluyó en 1895 con la firma del Tratado de Shimonoseki, por el que China perdía su influencia sobre Corea, que pasaba a ser protectorado japonés, y perdía también la soberanía sobre la isla de Taiwán (antigua Formosa), convertida en territorio japonés.
Este descontento creciente provocó el aumento del número de seguidores del movimiento republicano de Sun Yat-sen, a la sazón exiliado en Japón, que había fundado una nueva organización republicana en 1905, la Sociedad de la Alianza (同盟會, tóngménghuì).

### Revolución de Xinhai

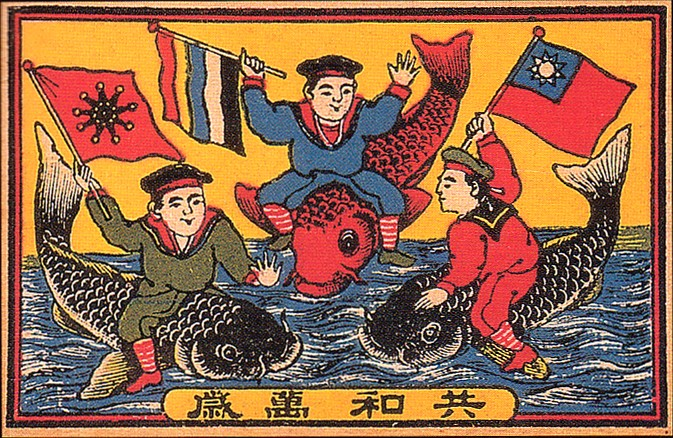
Tres banderas diferentes fueron usadas originalmente durante la revolución. El mensaje al pie dice "¡Larga vida a la república!" con las cinco razas representadas por la Bandera de Cinco Colores de la República.

Los acontecimientos que llevaron a la caída de la dinastía Qing, la llamada Revolución de Xinhai, se desarrollaron entre el 10 de octubre de 1911, fecha en que se produjo la insurrección conocida como Levantamiento de Wuchang, y el 12 de febrero de 1912, cuando el último emperador, Puyi, abdicó definitivamente.
Xīnhài (辛亥) es el nombre del año 1911 en el calendario agrícola chino tradicional, y la revolución que acabó con varios milenios de historia imperial se desencadenó por una explosión fortuita en la ciudad de Hankou el 9 de octubre de aquel año. Hankou es una de las tres ciudades que constituyen la triple metrópoli de Wuhan, punto estratégico en el centro de China, y en ella había una intensa actividad revolucionaria clandestina, así como un gran número de tropas del reformado Nuevo Ejército del estado Qing. Aquel 9 de octubre, un grupo de revolucionarios se encontraba manipulando explosivos que iban a ser utilizados en atentados antimonárquicos, cuando una explosión inesperada provocó varios muertos y heridos. Los intentos de rescate de los heridos pusieron a las autoridades locales al corriente de las actividades y de las identidades de muchos implicados, y aquel mismo día se llevaron a cabo diversas ejecuciones sumarias.
Sin embargo, el ejército Qing en Wuhan estaba ya infiltrado por muchos activistas republicanos que, tras el accidente, temían ser descubiertos. Estos decidieron lanzarse a la ofensiva antes que esperar la reacción de las autoridades leales a la corte Qing, y el 10 de octubre se sublevaron contra el poder imperial en Wuchang, la parte de Wuhan al sur del Yangtsé. La rebelión comenzó en el Octavo Batallón de Ingenieros de Wuchang y, al final del día, toda Wuchang estaba en manos de los rebeldes. Al día siguiente, 11 de octubre, Hanyang, la tercera ciudad de Wuhan, cayó en poder de los rebeldes, y el 12 de octubre ocurría lo propio con Hankou.
De esta manera, en apenas tres días, Wuhan, la triple metrópoli del Yangtsé, estaba en poder de un ejército rebelde al servicio de la causa republicana, a pesar de la falta de organización del movimiento. La fecha del 10 de octubre, el «doble 10» (雙十 / 双十 Shuāng Shí), se convertiría en la fiesta nacional de la República de China y, aún hoy, se conmemora como tal en Taiwán.
La corte Qing reaccionó rehabilitando al poderoso militar Yuan Shikai, que gozaba de un gran prestigio en el Ejército de Beiyang, el ejército del norte, para organizar la ofensiva contra los rebeldes. Sin embargo, el 22 de octubre, las tropas del Nuevo Ejército en las provincias de Shaanxi y Hunan se amotinaron y se pusieron del lado de los rebeldes de Wuhan. A finales de octubre, otras tres provincias, Shanxi, Jiangxi y Yunnan, se sumaban también a la rebelión.

Provincias de la República de China en 1912.

Primera bandera de la República de China, utilizada desde 1912 hasta 1928.

Mientras la rebelión avanzaba, los altos mandos del ejército exigieron a la corte que aceptara una serie de reclamaciones, las doce reclamaciones, para reducir el poder del emperador y establecer un sistema parlamentario. Entre estas reclamaciones estaba el nombramiento de un nuevo gobierno encabezado por un primer ministro. La debilitada corte manchú, consciente de que el poder se le escapaba de las manos, aceptó todas estas reclamaciones, y Yuan Shikai fue nombrado primer ministro del Imperio Qing.
Estas reformas suponían un intento de establecer una monarquía constitucional en China que pudiera contentar a los conservadores y a los sectores reformistas. A pesar de este intento, la revolución seguía su avance imparable, apoyada en un gran apoyo popular. El 3 de noviembre, la provincia de Jiangsu se sumaba a la rebelión republicana. Sichuan, el 22 de noviembre y Shandong, el 12 de diciembre, se unían a la lista de provincias rebeldes. En la capital de Jiangsu, Nankín, aún se mantenían tropas leales al gobierno imperial, que serían derrotadas definitivamente a comienzos del mes de diciembre.
En diciembre, Sun Yat-sen volvía de su exilio, tras haber pasado por Estados Unidos para recabar apoyo internacional para la causa republicana. El 30 de diciembre, en Nankín, se proclamaba la República de China, que oficialmente comenzaría el 1 de enero de 1912. El año 1912 se convertía para China en el año 1 de la república, adoptando el modelo occidental de años solares con semanas de siete días, en lugar del sistema tradicional chino de años lunares con semanas de diez días. Sun Yat-sen pasaba a ser el primer presidente de la República de China.
Sin embargo, Sun Yat-sen era consciente de la debilidad militar de la nueva república. La mayor parte del ejército se mantenía leal al poder imperial de Pekín, y Yuan Shikai mantenía su poder e influencia sobre el Ejército de Beiyang, asentado en el norte de China. Sun se vio obligado a negociar con Yuan Shikai, a quien ofreció el cargo de presidente de la república. Yuan, presionado por numerosos sectores del ejército, favorables a reconocer el nuevo orden republicano, aceptó, y forzó la abdicación del niño emperador Puyi, ocurrida finalmente el 12 de febrero de 1912.

### Época de crisis

#### La República bajo Yuan Shikai

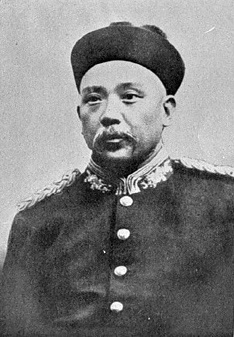
Yuan Shikai, militar chino, trató de restaurar sin éxito el imperio en su persona.

Sun Yat-sen había accedido a ceder la presidencia a Yuan Shikai de manera temporal. La constitución provisional promulgada en marzo de 1912 estipulaba la formación de un sistema parlamentario y la celebración de elecciones parlamentarias y presidenciales en el plazo de diez meses.
Con el fin de participar en las elecciones parlamentarias, la Sociedad de la Alianza de Sun Yat-sen se convirtió en un partido político con el nombre de Partido Nacional Popular,  (國民黨 / 国民党), pinyin: "Guómindang" más conocido en Occidente en la transcripción Wade-Giles: "Kuomintang" (KMT). Sun Yat-sen delegó las labores de organización del partido en su joven colaborador Song Jiaoren, que entonces contaba con treinta años de edad.
En las elecciones parlamentarias de 1913, en las que tenían derecho a voto unos cuarenta millones de chinos, hombres mayores de veintiún años y con un cierto nivel de educación y de riqueza, el KMT logró unos excelentes resultados, con 269 de los 596 escaños de la cámara baja, y 123 de los 274 escaños del Senado para sus candidatos.
De acuerdo con la constitución provisional, Yuan Shikai debía dimitir para convocar las elecciones presidenciales, y el KMT deseaba apartar del poder a Yuan. Sin embargo, este no estaba dispuesto a dejar el poder. Song Jiaoren fue asesinado en Shanghái en el mes de marzo, poco antes de partir a Pekín para ocupar su escaño en el parlamento. Las tropas leales a Yuan Shikai se enzarzaron en combates contra facciones del ejército leales al KMT. Finalmente, las fuerzas de Yuan Shikai derrotaron a las del KMT, y Yuan obligó al parlamento a nombrarlo presidente por cinco años, tras lo cual ordenó la disolución del KMT y la expulsión de sus miembros del parlamento. A finales de noviembre, Sun Yat-sen partía a un nuevo exilio en Japón, esta vez huyendo de la nueva república dominada por Yuan Shikai.
En enero de 1914, Yuan Shikai disolvió el parlamento y nombró en su lugar una asamblea de 66 miembros, que fue responsable de elaborar una constitución que ponía todo el poder en las manos del propio Yuan.
Yuan Shikai, convertido ya en dictador de China, intentó lanzar una campaña ambiciosa de reformas para modernizar la economía china. Estas reformas abarcaban numerosos ámbitos, tales como el sistema judicial, la educación, la moneda o el sistema penitenciario. La presión de las potencias occidentales sobre China disminuyó debido al inicio de la Primera Guerra Mundial en Europa, lo cual dio un respiro al régimen chino en la siempre espinosa política internacional.

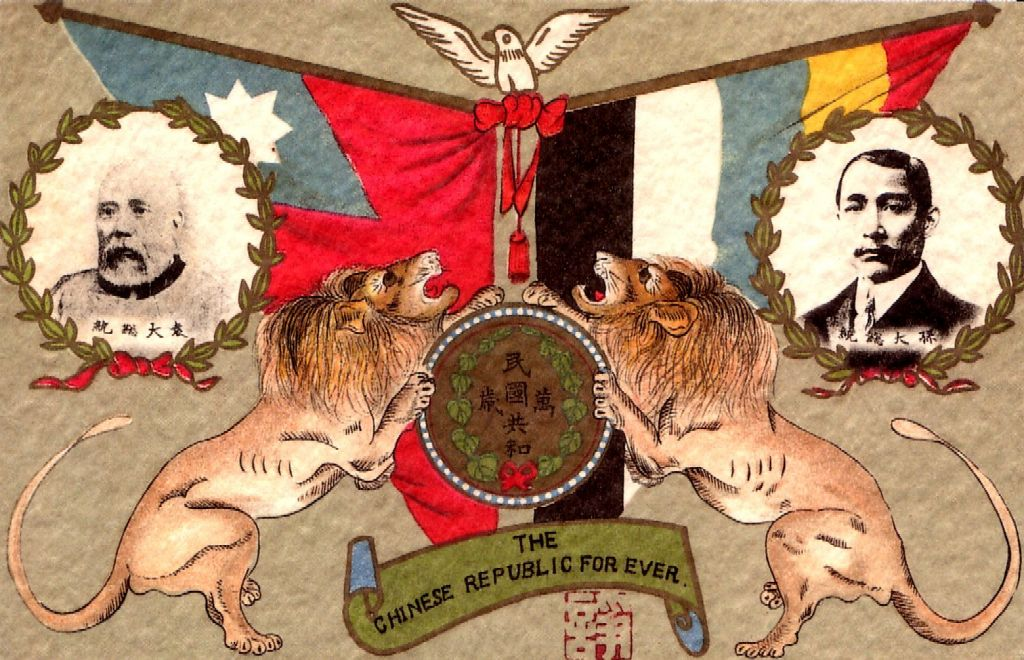
Afiche en conmemoración del Presidente permanente de la República de China Yuan Shikai y del Presidente provisional de la República Sun Yat-sen.

Sin embargo, las ambiciones japonesas sobre el territorio chino se empezaron a notar en esa época. Los japoneses, como aliados del Reino Unido, estaban técnicamente en guerra con Alemania, y aprovecharon esa situación para atacar las concesiones alemanas en la provincia de Shandong. En enero de 1915, Japón hizo públicas una serie de reivindicaciones, conocidas como las Veintiuna exigencias, que exigían a China la concesión de todo tipo de privilegios comerciales a Japón. La agresividad japonesa provocó numerosas manifestaciones en China, pero Yuan Shikai, dado el estado precario de las arcas del estado, necesitadas de inyecciones de capital extranjero, hubo de ceder a gran parte de las pretensiones japonesas.
El estilo de gobierno de Yuan Shikai evolucionó hacia modelos cada vez más autoritarios, imitando en muchos aspectos la manera de gobernar de los emperadores Qing, y adoptando incluso los rituales religiosos de aquellos. En 1915, Yuan dio el paso definitivo. Apelando a un supuesto deseo popular, hizo que una Asamblea representativa nombrada por él mismo votara a favor de la restauración imperial con 1993 votos a favor y ninguno en contra. El 1 de enero de 1916, Yuan subía al trono como nuevo emperador chino. Como nombre de su reinado adoptó el de Hongxian («Abundancia constitucional»).
La restauración monárquica fue muy mal recibida incluso por algunos de sus colaboradores más cercanos. Los líderes militares de varias provincias negaron el reconocimiento al nuevo emperador, y las protestas se sucedían por todo el país. Consciente de su impopularidad, Yuan Shikai abolía la monarquía en marzo de ese mismo año, menos de tres meses después de su subida al trono, y renunciaba al poder. Humillado y abandonado por sus seguidores, Yuan Shikai moría poco después, el 6 de junio de 1916, enfermo de uremia.
Tras el fracaso de la restauración imperial de Yuan Shikai, se restauraba la república con Li Yuanhong como presidente. En junio de 1917, el general conservador Zhang Xun llevaba a cabo un golpe militar con el objetivo de restaurar la dinastía Qing. El último emperador manchú, el muchacho de once años Puyi, que había seguido viviendo con su séquito en la Ciudad Prohibida, se convertía de nuevo en emperador de China. Sin embargo, esta restauración no fue aceptada por la inmensa mayor parte del ejército, y apenas un mes después, Zhang Xun era derrotado en Pekín por el ejército leal a la república, que volvía a deponer a Puyi. En estos momentos, China carecía de un poder central reconocido y el país se encontraba dividido, en manos de jefes militares, los llamados «señores de la guerra», que controlaban distintas zonas del país.

#### Los «Señores de la Guerra»
Tras el desastre de los intentos de restauración imperial en Pekín, el país entró en una fase de fragmentación, en la que el gobierno nominal de la República en Pekín, aunque reconocido como legítimo por las potencias extranjeras, apenas controlaba una pequeña zona de la China septentrional. Los «señores de la guerra», jefes militares que ejercían el poder en distintas partes de China, eran quienes tenían el poder efectivo y controlaban la administración y la recaudación de impuestos en las zonas bajo su control.
La debilidad del Gobierno de Pekín se vio agravada al final de la Primera Guerra Mundial por las cesiones económicas y territoriales hechas a Japón, que se aseguraba el control de las concesiones hasta entonces alemanas en la costa de Shandong. Estos privilegios otorgados a Japón fueron una sorpresa para la mayor parte de los chinos, incluso del gobierno, que ignoraban los acuerdos que el gobierno de Duan Qirui, en el poder hasta octubre de 1918, había alcanzado con los japoneses. En contra de lo esperado por la opinión pública china, que veía en la derrota alemana en la Gran Guerra la oportunidad de acabar con las cesiones injustas de derechos comerciales a los alemanes, el Tratado de Versalles simplemente confirmó el traspaso de los derechos alemanes a Japón. Estos hechos provocaron un gran descontento en el país, que alcanzaría su máxima expresión en las protestas multitudinarias en Pekín el 4 de mayo de 1919.
Paradójicamente, esta etapa de crisis política y social fue, sin embargo, una etapa de gran actividad intelectual y literaria. Precisamente las protestas del 4 de mayo de 1919 dieron nombre al llamado Movimiento del Cuatro de Mayo, como se conoce a las nuevas tendencias de pensamiento político y de expresión literaria que florecieron en estos años. Entre los pensadores más destacados del movimiento se encontraba Chen Duxiu, profesor de la Universidad de Pekín que fundó la revista Nueva Juventud, en la que se publicarían algunos de los artículos más influyentes sobre el pensamiento chino en estos años de cambio. Chen Duxiu, junto a su estrecho colaborador Li Dazhao, sería el principal responsable de la fundación del Partido Comunista de China (PCCh), formalmente fundado en Shanghái en julio de 1921 con el apoyo financiero de la Unión Soviética a través de la Komintern o «Tercera Internacional», la organización patrocinada por la Unión Soviética para difundir el comunismo en el mundo.
Otro de los pensadores más destacados de esta etapa fue el profesor de filosofía de la Universidad de Pekín Hu Shih, autor de un artículo publicado en Nueva Juventud en el que abogaba por reformar la lengua escrita china para utilizar formas basadas en la lengua vernácula y no, como se hacía hasta entonces, en la lengua clásica, totalmente diferente del lenguaje común hablado. El movimiento de reforma de la lengua escrita sería apoyado por escritores como Lu Xun, que adoptaron el estilo vernáculo y formas narrativas de origen occidental en sus obras.
En el plano político, además de la fundación del PCCh, con Chen Duxiu como secretario general, la etapa de caos que siguió a la pérdida de poder de Yuan Shikai permitió a Sun Yat-sen regresar a China, estableciéndose en la ciudad sureña de Cantón gracias al apoyo de Chen Yongming, el señor de la guerra que controlaba Cantón y Guangxi.
En Cantón, Sun Yat-sen fundó la Academia Militar de Whampoa, desde donde se formó un ejército con la idea de asumir el control de toda China bajo el mando del Kuomintang.

### El Kuomintang y la Expedición del Norte
Tras su retorno a China en 1916, Sun Yat-sen desarrolló el Kuomintang como un partido constituido en torno a su figura por vínculos de lealtad personal. Tras establecerse en Cantón y conseguir formar un gobierno que aspiraba a unificar China, Sun recurrió a la ayuda militar y económica de la Komintern, que veía en el movimiento revolucionario de Sun Yat-sen, a pesar de no ser de ideología comunista, la capacidad de lanzar una revolución de estilo soviético. Por ello, y pese a las reticencias de Chen Duxiu, la Komintern, representada en China por su agente Borodín (pseudónimo de Mijaíl Gruzenberg), instó al aún muy débil Partido Comunista de China a colaborar con el Kuomintang.
Como resultado de esta colaboración, en la Academia Militar de Whampoa convivieron miembros del KMT leales a Sun Yat-sen con miembros del Partido Comunista de China, como Zhou Enlai, recién llegado de Francia, que ocupó el cargo de director del departamento político. El primer comandante de la Academia, sin embargo, era Chiang Kai-shek, un joven natural de la provincia de Anhui, y muy próximo a Sun Yat-sen, que más adelante se caracterizaría por su ferviente anticomunismo. Precisamente esta rivalidad entre los leales al ala nacionalista del Kuomintang y los comunistas que intentaban atraer adeptos entre los militantes del KMT, alimentaría la tensión que desembocaría años más tarde en un conflicto abierto.
En octubre de 1924, un golpe de Estado en Pekín había arrebatado el control de la capital al poderoso señor de la guerra Wu Peifu, acérrimo enemigo tanto del KMT de Sun Yat-sen como de los comunistas de Chen Duxiu. Tras el golpe de Estado, la capital pasó a estar controlada por Zhang Zuolin. Sun Yat-sen confiaba en poder llegar a un acuerdo con Zhang pero este era rival de Wu Peifu y además un señor de la guerra que dominaba Manchuria. Duan Qirui se convirtió en nuevo Presidente provisional de la República en Pekín, y decidió convocar una conferencia para la reunificación nacional, a la que se invitó a Sun Yat-sen, en su calidad de Presidente del gobierno revolucionario instalado en Cantón. En su viaje al norte, Sun pasó por Shanghái y, antes de ir a Pekín, se dirigió a Japón, donde cayó gravemente enfermo. Sun Yat-sen volvió a China y se instaló en Pekín, donde recibió atención médica. Al ser operado en enero de 1925, los médicos descubrieron que padecía un cáncer de hígado terminal, contra el que no pudieron hacer nada. Sun Yat-sen falleció en Pekín el 12 de marzo de 1925.
La inesperada muerte de Sun dejó descabezado al KMT, desencadenando una lucha por el poder entre Wang Jingwei y Chiang Kai-shek. A pesar de esta crisis de liderazgo, la brutalidad de muchos de los señores de la guerra, unida al descontento chino con la presencia extranjera, hizo crecer el apoyo popular del movimiento revolucionario encabezado por el KMT. El descontento con las concesiones a las potencias extranjeras alcanzó un momento especialmente grave el 30 de mayo de 1925, cuando soldados chinos y sijs del destacamento británico en Shanghái abrieron fuego contra trabajadores que se manifestaban en la calle, provocando la muerte de once manifestantes. Este incidente provocó numerosas protestas en China y aumentó el prestigio del KMT, al que muchos veían como el único movimiento capaz de reunificar el país.
Mientras tanto, la tensión entre los nacionalistas del KMT y los comunistas seguía creciendo, y alcanzó un momento crítico el 20 de marzo de 1926, con el incidente del Zhongshan, un buque de guerra comandado por un militar comunista que apareció frente a la isla de Whampoa en lo que Chiang Kai-shek interpretó como un intento de atacarle, por lo que detuvo al capitán del barco y a otros comunistas y puso Cantón bajo estado de emergencia. El hombre de la Komintern, Borodin, intentó mantener la frágil alianza entre los comunistas y Chiang Kai-shek que, cada vez más fortalecido como nuevo presidente del KMT, decidió lanzar la ofensiva militar para reunificar China bajo el gobierno revolucionario.
Esta ofensiva militar, conocida como la Expedición del Norte, se lanzó oficialmente el 1 de julio de 1926. Las tropas comandadas por Chiang Kai-shek avanzaron hacia el norte y el 11 de julio ya habían tomado la ciudad de Changsha. Siguiendo su avance por el corredor ferroviario entre Cantón y el norte, el ejército revolucionario se enfrentó a una dura batalla por el control de Wuhan. Los militares que controlaban esta ciudad, leales a Wu Peifu, montaron una fuerte resistencia, pero finalmente el 10 de octubre de 1926, en el décimo quinto aniversario del Levantamiento de Wuchang, la triple metrópoli caía en manos de las fuerzas de Chiang Kai-shek.
En diciembre de 1926, otra línea de tropas del ejército revolucionario tomaba la totalidad de la costa de Cantón y Fujian, así como la provincia de Jiangxi. Gracias a acuerdos con los señores de la guerra de Guangxi y Guizhou, el territorio bajo el poder de la alianza del KMT y el Partido Comunista comprendía ya todo el suroriente del país.
El gobierno del Kuomintang se trasladó de Cantón a Wuhan y contemplaba ya la posibilidad real de unificar el país. Algunos señores de la guerra, como Feng Yuxiang, que controlaba Shaanxi, se unieron al KMT, mientras Wu Peifu intentaba mantener su poder en Henan, y Zhang Zuolin, que controlaba Pekín, Tianjin y Manchuria, lanzaba ataques contra los seguidores comunistas en el norte, llegando a atacar la embajada soviética en Pekín y haciendo ejecutar a varios miembros del Partido Comunista, entre ellos Li Dazhao.
Hasta principios de 1927, Chiang Kai-shek había aceptado la alianza con los comunistas, necesitado del apoyo militar y económico de la Unión Soviética. La situación cambió en la primavera de 1927 cuando las tropas de Chiang consiguieron ocupar las ciudades de Nankín y Shanghái. En ese momento, Chiang Kai-shek rompió con el Partido Comunista y con los dirigentes del KMT partidarios de la alianza con aquellos. Entre el 12 y el 13 de marzo, grupos paramilitares unidos a soldados del KMT mataron a decenas de dirigentes sindicales y simpatizantes comunistas que se manifestaron en Shanghái. El 18 de abril de 1927, Chiang Kai-shek establecía un gobierno en Nankín, la ciudad que Sun Yat-sen había designado como capital de la nueva China. Así, Chiang se convertía en presidente del KMT mientras un gobierno rival permanecía en Wuhan, donde los comunistas, desconcertados por la traición de Chiang, se debatían en una crisis interna que acabó con el liderazgo de Chen Duxiu.

### La República bajo Chiang Kai-shek

Segunda bandera de la República de China, utilizada a partir de 1927

El establecimiento del nuevo gobierno del KMT en Nankín dividió a este partido entre la facción izquierdista, establecida en Wuhan y favorable a colaborar con los comunistas, y la facción leal a Chiang, que, instalado ya en Nankín, se oponía a cualquier tipo de colaboración con los comunistas. A esta división en el seno del partido se unió el fracaso de las tropas de Chiang en su intento de continuar la conquista del norte tras una derrota significativa en la ciudad estratégica de Xuzhou. Estas circunstancias llevaron a Chiang Kai-shek a renunciar a sus cargos en agosto de 1927. Sin embargo, la retirada de Chiang sería temporal, ya que su prestigio personal y su capacidad de recaudar fondos lo convertían en una figura indispensable para el gobierno del KMT en Nankín, ya reconocido por la facción de Wuhan. En enero de 1928, Chiang Kai-shek fue nombrado comandante en jefe y se integró una vez más en el Comité Ejecutivo Central del KMT.
El 4 de junio de 1928, un atentado en Mukden, actual Shenyang, acababa con la vida de Zhang Zuolin, el último señor de la guerra importante que, con apoyo japonés, intentaba mantener su base de poder en Manchuria. Su sucesor, su hijo Zhang Xueliang, reconocería finalmente la soberanía del gobierno de Nankín.
De esta manera, las partes centrales y orientales de China quedaban unificadas bajo el poder de la República de China con capital en Nankín. Ya sólo las zonas escasamente pobladas del oeste y el norte permanecían bajo el control de dirigentes locales. El gobierno republicano intentaría en los años siguientes consolidar su poder y promover el crecimiento económico y la modernización que China necesitaba.

Provincias de la República de China en 1936.

A pesar del debilitamiento del Partido Comunista, perseguido por el nuevo régimen republicano de Nankín, algunos miembros de este partido consiguieron establecer un embrión de sistema comunista en varias partes de la China rural. Una de las más importantes de estas regiones bajo control comunista sería el llamado «Sóviet de Jiangxi», en la provincia de ese nombre en el sur de China, donde Mao Zedong, miembro del Partido Comunista que había sido ampliamente criticado por los dirigentes del partido, había establecido un sistema comunista. Desde la ciudad de Ruijin, Mao dirigía el Sóviet de Jiangxi con una ideología marxista-leninista que anteponía el papel del campesinado en la revolución al de las clases urbanas. En Ruijin, se llegaron a emitir sellos de la República Soviética de China, el estado comunista ambicionado por Mao.
El sóviet de Jiangxi existiría durante varios años hasta que el 16 de octubre de 1934, ante la prevista invasión de las tropas de la República, los comunistas se vieron obligados a huir de la zona. Perseguidos por el ejército de Chiang Kai-shek, los dirigentes del Partido Comunista emprendieron la llamada Larga Marcha, el periplo por la China interior que llevaría a los leales al Partido Comunista a huir desde Jiangxi y otras zonas bajo su control hasta la provincia de Shaanxi en el norte.
Durante la Larga Marcha, Mao, tras una histórica reunión en la ciudad de Zunyi, provincia de Guizhou, consiguió hacerse con el poder en el partido, marginando a Wang Ming, el líder que contaba con el apoyo de la Unión Soviética. La Larga Marcha concluiría el 20 de octubre de 1935, cuando alrededor de una décima parte de los hombres que salieron de Ruijin con Mao alcanzaron la zona de Shaanxi controlada por la guerrilla comunista en el norte.
La persecución del KMT había logrado arrinconar aparentemente al Partido Comunista, pero el gobierno de Nankín se enfrentaba a otra amenaza aún más peligrosa que los insurgentes comunistas: El avance de los japoneses.
Desde los tratados de Shimonoseki y Versalles, Japón había aumentado sus zonas de influencia sobre territorios anteriormente chinos, y mantenía presencia militar en Manchuria y Shandong para defender sus intereses. A partir del incidente de Mukden, el 18 de septiembre de 1931, cuando se produjeron unas explosiones en la línea férrea a la entrada de esa ciudad (actual Shenyang), los japoneses aumentaron su presión sobre China al establecer un estado títere, Manchukuo, en Manchuria. Para ello, en un intento de dar una fachada de legitimidad a este estado títere, ofrecieron a Puyi, el último emperador chino, restablecer su trono en Manchuria, como emperador de un nuevo imperio Qing. Puyi aceptó la oferta japonesa y se desplazó desde Tianjin para subir al trono en la ciudad manchú de Changchun, renombrada como Xinjing («nueva capital»).

### La segunda guerra sino-japonesa
La tensión entre Japón y China, que no reconocía la independencia de Manchukuo, desembocaría en guerra abierta el 7 de julio de 1937, cuando el ejército japonés, tras algunas escaramuzas con el ejército chino en el norte, comenzó la invasión de China.
La guerra con Japón, que se lanzó a la invasión de China como parte de sus planes expansionistas en Asia en el marco de la Segunda Guerra Mundial, puso fin a los intentos de Chiang Kai-shek de unificar el país. Ante el avance japonés, el gobierno del Kuomintang se vio obligado a abandonar la capital Nankín, replegándose hacia el interior, primero a la ciudad de Wuhan y, después, a la ciudad interior de Chungking, lugar remoto desde el cual parecía difícil llevar a cabo una contraofensiva.

Este mapa muestra, en naranja, la extensión del territorio chino ocupado por Japón en el año 1940.

Provincias de la República de China en 1946.

El ejército japonés ocupó la mayor parte de la franja costera oriental de China, controlando los principales centros de producción económica. Al régimen títere de Manchukuo se sumaron otros tres regímenes títeres, uno en Mongolia Interior, que los japoneses querían separar de China como habían hecho con Taiwán y Manchuria, y otros dos regímenes similares en Pekín y Nankín. En esta última ciudad, ocupada por el ejército japonés el 13 de diciembre de 1937, se desencadenó una campaña de extraordinaria violencia contra la población civil, la llamada masacre de Nankín, en la que murieron miles de personas (las estimaciones varían mucho según las fuentes; en China se suelen cifrar en trescientas mil las víctimas mortales).
La invasión japonesa supuso también el final de la persecución a la que el gobierno del KMT había sometido al Partido Comunista de China. El estado de crisis nacional forzó la colaboración entre el KMT y el Partido Comunista. Aunque Chiang Kai-shek era al principio reacio a esta colaboración con el Partido Comunista, tuvo que aceptarla a raíz del incidente de Xi'an, cuando el mariscal Zhang Xueliang, militar favorable a una alianza entre el KMT y el Partido Comunista que controlaba la región de Shaanxi, detuvo a Chiang Kai-shek en Xi'an, manteniéndolo prisionero hasta que aceptó el establecimiento de un frente común entre el KMT y el Partido Comunista para defenderse frente a la agresión japonesa.
La invasión japonesa permitió así al Partido Comunista reagruparse en su base norteña de Yan'an, ciudad desde la cual controlaban una parte de Shaanxi y de Mongolia Interior, así como la totalidad de Gansu y Ningxia. Muchos intelectuales afines al Partido Comunista, como la escritora Ding Ling, se unieron a los comunistas en Yan'an, mientras el régimen debilitado de Chiang Kai-shek mantenía un control tenue sobre el sur de China desde la capital provisional de Chonqqing.
La entrada de los Estados Unidos en la Segunda Guerra Mundial frenó el avance japonés en China. Además, la rendición de Alemania en mayo de 1945 permitió al victorioso Ejército Rojo soviético intervenir en Manchuria el 8 de agosto de ese año, dos días después de la bomba atómica lanzada por los Estados Unidos sobre la ciudad japonesa de Hiroshima y un día antes de la bomba sobre Nagasaki, que forzaría la rendición japonesa y su retirada de Asia continental.
El final de la guerra supuso la salida definitiva de Japón del territorio chino. Manchuria, Taiwán y las zonas ocupadas durante la guerra sino-japonesa volvían a estar bajo soberanía nominal china, y Chiang Kai-shek restablecía el gobierno de Nankín. Sin embargo, las fuerzas comunistas de Yan'an, muy fortalecidas por los años de guerra y por la intervención soviética en Manchuria, aumentaban su control sobre numerosas zonas de la China rural. La salida de los japoneses dejaba paso así a una guerra civil abierta entre el KMT de Chiang Kai-shek y los comunistas de Mao Zedong.

### Guerra civil china

Provincias de la República de China en 1949.

A pesar de los intentos de mediación de los Estados Unidos y la Unión Soviética, la tensión entre el KMT y el Partido Comunista siguió en aumento tras la derrota de Japón. Ninguna quería ceder en sus principios fundamentales, especialmente los comunistas, que habían afianzado su control del norte del país. La tregua entre los dos bandos se rompió en la primavera de 1946, cuando se reanudaron los combates.
El gobierno de Nankín intentó mejorar su imagen mediante reformas políticas y económicas. Tuvieron cierto éxito, con la aprobación de una nueva constitución en 1947 (que sigue en vigor hasta hoy en Taiwán), y la celebración de elecciones, la política económica no fue capaz de controlar la hiperinflación desbocada, que aumentó el descrédito del gobierno de Chiang Kai-shek, quien por vez primera había asumido el cargo de presidente. Los comunistas aumentaban el territorio bajo su control.
Desde el norte, los comunistas iniciaron el avance hacia el sur. El 13 de marzo de 1948 ocupaban Siping, además controlaban la ciudad de Harbin, el puerto de Lüshunkou y casi todas las zonas rurales de Manchuria desde abril de 1946, donde sólo Changchun (hasta el 16 de octubre de 1948) y Mukden (hasta el 30) se mantenían en manos del gobierno de Nankín. El Ejército Popular de Liberación pasó de las tácticas de guerrilla a la guerra abierta, tomando varias ciudades importantes, como Kaifeng y Jinan, antes de finalizar el año. En enero de 1949, el ejército comunista entró en Tianjin el 15 y en Pekín el 31. Bajo el control comunista, Pekín recuperó su nombre tradicional (Beijing, «capital del norte», en sustitución del nombre Beiping, utilizado desde 1928), señal de que los comunistas pretendían establecer allí la capital del nuevo régimen.
A pesar de la ayuda económica y material, pero no militar, de los Estados Unidos, el cada vez más desmoralizado ejército de la República estaba ya abocado a la derrota. A lo largo de 1949, los avances comunistas obligaron al gobierno de Nankín a replegarse hacia el sur. El 5 de febrero la capital se traslada a Cantón, y el 26 de mayo Chiang se desplaza a Taiwán, lugar seguro desde el que intenta organizar la contraofensiva. Ya en enero de 1949, Chiang, centrado en las actividades militares, había cedido la presidencia de la República a Li Zongren.
El 1 de octubre de 1949, Mao Zedong proclama en la plaza de Tiananmén de Pekín la República Popular China. Chiang vuelve al continente para intentar organizar la defensa de las pocas ciudades aún controladas por los nacionalistas. La capital provisional se traslada a Chongqing el 15 de octubre y, finalmente, a Chengdu el 29 de noviembre. Chiang Kai-shek participa en la defensa de esta ciudad hasta que el 7 de diciembre la abandona, junto a su hijo Chiang Ching-kuo, en avión con rumbo a Taiwán. La caída de Chengdu, el 27 de diciembre, suponía la victoria definitiva de los comunistas en el continente.
Mientras Chiang Kai-shek restablecía el gobierno de la República de China en Taipéi, Taiwán, su acérrimo enemigo Mao Zedong se convertía en el líder de la nueva República Popular China.